# As Salif
As-Salif (em árabe: السالف) é uma cidade costeira no oeste do Iêmen. Está localizada em uma baía de um promontório que forma a costa sul de Kamaran. As-Salif é conhecida por seus grandes depósitos halita(sal). O sal é extraído por uma empresa de propriedade do governo.